# Alexander Peya
Alexander Peya (* 27. Juni 1980 in Wien) ist ein ehemaliger österreichischer Tennisspieler.
Er gewann im Laufe seiner Karriere 17 Titel im Doppel und erreichte in der Weltrangliste den dritten Platz. Bei den Wimbledon Championships 2018 sicherte er sich mit Nicole Melichar im Mixed seinen einzigen Titelgewinn bei einem Grand-Slam-Turnier. Seit 1999 spielt er für die österreichische Davis-Cup-Mannschaft.

## Karriere
Peya begann im Alter von fünf Jahren mit dem Tennisspielen. Als Jugendlicher arbeitete er mit Günter Bresnik und Joakim Nyström zusammen.
Bereits 1999 gab Peya sein Debüt für die österreichische Davis-Cup-Mannschaft, als er im Doppel an der Seite von Jürgen Melzer spielte. Von 2001 bis 2006 sicherte er sich fünf Titelgewinne im Einzel auf der Challenger Tour, während ihm im Doppel zwischen 1999 und 2006 insgesamt 15 Turniersiege gelangen.
Am 30. April 2007 erreichte Peya mit Rang 92 seine beste Platzierung in der Einzel-Weltrangliste und am 12. August 2013 mit Platz 3 sein bestes Ranking im Doppel. Zu seinen Karrierehöhepunkten zählen die Viertelfinalteilnahmen bei den French Open 2006 und bei den Wimbledon Championships 2008, wo er mit seinem Doppelpartner Philipp Petzschner gegen Jonas Björkman und Kevin Ullyett in fünf Sätzen verlor. Alexander Peya gewann 17 ATP-Turniere im Doppel, im Einzel ist ein Semifinale in Zagreb 2007 sein bestes Ergebnis. Vier Turniersiege sicherte er sich auf der Challenger Tour.
Im September 2008 ging es im Davis Cup gegen Großbritannien um den Verbleib in der Weltgruppe. Peya verlor im zweiten Einzel gegen den Weltranglistenvierten und US-Open-Finalisten Andy Murray mit 4:6, 1:6, 3:6; er gewann jedoch das Doppel mit Jürgen Melzer und stellte auf 2:1 für Österreich. Da Melzer das vorentscheidende Einzel gegen Murray verlor, lag es an Peya, den entscheidenden Punkt zu holen. Er besiegte im letzten Match Alex Bogdanovic mit 2:6, 6:4, 6:4, 6:2 und machte den 3:2-Sieg für Österreich klar. Bei der Bank Austria TennisTrophy musste sich Peya im Einzel zwar in der ersten Runde gegen den späteren Finalisten Gaël Monfils mit 6:3, 1:6, 3:6 verabschieden, er erreichte aber das Doppel-Endspiel an der Seite von Philipp Petzschner. Das deutsch-österreichische Duo verlor im Finale dann jedoch klar mit 1:6 und 5:7 gegen Maks Mirny und Andy Ram. Zweimal war Peya in der Saison 2008 auf der Challenger Tour erfolgreich. 2009 war er mit Petzschner Halbfinalist in Memphis und Newport. Außerdem gewann er auch die Turniere der ATP Challenger Tour in Teneriffa (mit Petzschner) und in Eckental (mit Michael Kohlmann). 2010 gewann Peya die Challenger-Turniere in Busan (mit Rameez Junaid) sowie in Cremona und Salzburg (jeweils mit Martin Slanar).
2011 erreichte er mit seinem Partner Christopher Kas das Halbfinale in Wimbledon sowie die Finals der ATP-Turniere in Delray Beach, Gstaad und Winston-Salem. An der Seite von Oliver Marach gelang ihm in Belgrad ebenfalls zunächst eine Finalteilnahme, ehe er mit Marach in Hamburg seinen ersten Titel auf ATP-Ebene feiern konnte. Die Saison 2012 begann Peya mit Marach und sicherte sich gleich zum Auftakt den Turniersieg in Auckland. Im Finale besiegten sie František Čermák und Filip Polášek mit 6:3 und 6:2. Während des Jahres wechselte er mehrmals den Partner, ehe er mit Bruno Soares für längere Zeit ein Team bildete. Im Juli erreichten sie in Båstad ihr erstes gemeinsames Finale, mussten sich aber in zwei Sätzen Robert Lindstedt und Horia Tecău geschlagen geben. Ende Juli gehörte Peya zum österreichischen Aufgebot bei den Olympischen Spielen in London und trat im Doppel mit Jürgen Melzer an. Die beiden erreichten nach einem Auftaktsieg gegen Jamie und Andy Murray das Achtelfinale, in dem sie gegen David Ferrer und Feliciano López mit 3:6, 6:3 und 9:11 ausschieden. Wenige Wochen darauf begann für Peya mit Soares dann eine Siegesserie. In Kuala Lumpur gewannen sie ihren ersten gemeinsam Titel, als sie Colin Fleming und Ross Hutchins im Endspiel mit 10:7 im Match-Tie-Break besiegten. Nur eine Woche später siegten sie auch beim Turnier in Tokio. Im Finale bezwangen sie Leander Paes und Radek Štěpánek in zwei Sätzen. Ihren dritten Titel binnen kurzer Zeit gewannen sie in Valencia nach einem Zweisatzerfolg über David Marrero und Fernando Verdasco.
Noch erfolgreicher verlief die Saison 2013. In der ersten Hälfte der Saison gewannen sie die Turniere in São Paulo, Barcelona und Eastbourne. Sämtliche Finalpartien entschieden sie dabei erst im Match-Tie-Break zu ihren Gunsten. Darüber hinaus erreichten sie die Finals im Queen’s Club und in Hamburg, die sie beide jeweils im Match-Tie-Break gegen Bob und Mike Bryan verloren. Auch bei den French Open schieden sie im Halbfinale gegen die Bryan-Brüder aus. In der zweiten Saisonhälfte setzte sich die gute Form bei Peya und Soares fort. In Montreal besiegten sie im Finale Colin Fleming und Andy Murray in zwei Sätzen, sodass sie ihren ersten Masters-Titel gewannen. Direkt nach dem Turnier erreichte Peya mit Rang drei seinen Karrierebestwert in der Doppel-Weltrangliste. Bei den US Open erreichten sie sogar ihr erstes Grand-Slam-Finale, blieben gegen Leander Paes und Radek Štěpánek mit 1:6 und 3:6 aber ohne großen Chancen. Im Oktober gelang Peya und Soares in Valencia die Titelverteidigung, als sie sich dieses Mal knapp mit 13:11 im Match-Tie-Break gegen Bob und Mike Bryan durchsetzen konnten. Beim Masters in Paris, bei dem sie ihr zehntes Finale der Saison erreichten, erwiesen sich die Bryan-Brüder dann wieder als zu stark. Als zweitbestes Team der Saison qualifizierten sich Peya und Soares für die World Tour Finals, Peyas erste Teilnahme beim Saisonabschlussturnier. Sie erreichten das Halbfinale gegen die Bryan-Brüder, das sie mit 8:10 im Match-Tie-Break verloren. Es war ihre sechste Niederlage im siebten Aufeinandertreffen mit den Bryans im gesamten Saisonverlauf.
2014 starteten Peya und Soares gut in die Saison, als sie nacheinander die Finals in Doha und Auckland erreichten. Im März scheiterten sie nach dem erfolgreichen Finaleinzug beim Indian Wells Masters zum wiederholten Mal an Bob und Mike Bryan. Mit 3:6 und 4:6 verloren sie das Endspiel. Im Juni gelang ihnen schließlich ihr erster Saisontitel, als sie Jamie Murray und John Peers im Queen’s Club mit 10:4 im Match-Tie-Break bezwangen. Nur eine Woche später zogen sie auch ins Finale von Eastbourne ein, in dem sich Treat Huey und Dominic Inglot mit 10:8 im Match-Tie-Break durchsetzten. Im Juli folgte eine weitere Finalniederlage in Hamburg. Dort unterlagen Peya und Soares Florin Mergea und Marin Draganja in zwei Sätzen. Einen Monat darauf gelang ihnen schließlich bei der siebten Finalteilnahme der Saison der zweiten Titelgewinn. Sie verteidigten beim Masters in Toronto ihren Titel aus dem Vorjahr mit einem Zweisatzerfolg gegen Ivan Dodig und Marcelo Melo im Finale. Auf Grand-Slam-Ebene waren die Viertelfinalteilnahmen in Wimbledon und bei den US Open ihr bestes Abschneiden. Bei den World Tour Finals, für die sie sich erneut qualifizieren konnten, kamen sie dieses Mal nicht über die Vorrunde hinaus.
Wie schon im Vorjahr sicherten sich Peya und Soares in der Saison 2015 zwei Titelgewinne. Im Mai setzten sie sich im Finale von München knapp gegen Alexander und Mischa Zverev durch. Ihr zweiter Turniersieg folgte erst im November mit dem Gewinn des Titels in Basel. Dort bezwangen sie im Finale Jamie Murray und John Peers mit 7:5 und 7:5. Darüber hinaus erreichten Peya und Soares ein weiteres Finale auf der World Tour: im Juni unterlagen sie im Endspiel von Stuttgart im Match-Tie-Break Rohan Bopanna und Florin Mergea. Drei Monate später stand Peya zudem mit Julian Knowle im Finale von St. Petersburg, das Treat Huey und Henri Kontinen in zwei Sätzen gewannen. Bei Grand-Slam-Turnieren waren abermals zwei Viertelfinalteilnahmen ihr bestes Ergebnis, diese gelangen ihnen bei den French Open und in Wimbledon. Peya und Soares verpasste als neuntplatziertes Team knapp die Qualifikation für die World Tour Finals und gaben bereits bei den Erste Bank Open in der Wiener Stadthalle bekannt, in der folgenden Saison getrennte Wege zu gehen. Peya ging ab 2016 unter anderem mit Philipp Petzschner an den Start, Soares spielte an der Seite von Jamie Murray.
2016 blieb Peya erstmals seit 2010 ohne Titelgewinn auf der World Tour. Dennoch war der Start in die Saison nicht gänzlich erfolglos. Mit seinem neuen Partner Philipp Petzschner erreichte Peya in den ersten beiden Monaten des Jahres nacheinander die Finals von Doha, Rotterdam und Acapulco, verloren aber alle drei Endspielpartien ohne eigenen Satzgewinn. Kurz darauf wurde Łukasz Kubot Peyas neuer fester Spielpartner. Bei den French Open spielten sie sich bis ins Halbfinale vor, ehe sie an Bob und Mike Bryan in zwei Sätzen scheiterten. Es folgten in den anschließenden Wochen Finalteilnahmen in Halle und Washington, bei denen sie beide Male in zwei Sätzen das Nachsehen hatten. Bei den Olympischen Spielen in Rio de Janeiro ging Peya mit Oliver Marach im Doppel an den Start und schied mit diesem im Viertelfinale gegen die späteren Olympiasieger Rafael Nadal und Marc López aus. Bei den US Open gelang Peya mit Kubor der Einzug ins Viertelfinale. Im Anschluss beendeten sie ihre Spielpartnerschaft wieder.
In der Saison 2017 gelang Peya zumindest ein Titelgewinn auf der World Tour. Mit Rajeev Ram besiegte er Anfang Oktober im Finale von Shenzhen mit 6:2 und 6:2 Nikola Mektić und Nicholas Monroe. Bereits im April hatte Peya in Barcelona sein erstes Saisonfinale erreicht. An der Seite von Philipp Petzschner traf er im Endspiel auf Florin Mergea und Aisam-ul-Haq Qureshi, die die Partie mit 6:4 und 6:3 für sich entschieden. Bei Grand-Slam-Turnieren schied Peya meist schon in der ersten Runde aus und konnte lediglich in Wimbledon die zweite Runde erreichen. Weitaus erfolgreicher verlief die Saison 2018, die er mit Nikola Mektić als Spielpartner bestritt. Im Februar gelangen ihnen zunächst Finalteilnahmen in Sofia und Rio de Janeiro. Im April sicherten sie sich in Marrakesch schließlich ihren ersten gemeinsam Titel, als sie Benoît Paire und Édouard Roger-Vasselin mit 10:7 im Match-Tie-Break des Finals besiegten. Nach einer weiteren Finalteilnahme in München Anfang Mai gewannen Peya und Mektić eine Woche später ihren zweiten Titel. Beim Masters in Madrid profitierten sie im Finale von der verletzungsbedingten Aufgabe von Bob und Mike Bryan, sodass Peya den dritten Masters-Titel seiner Karriere und seinen 17. Karrieretitel auf der World Tour gewann. Bei den darauffolgenden French Open scheiterten er und Mektić erst im Halbfinale an Pierre-Hugues Herbert und Nicolas Mahut in zwei Sätzen. In Wimbledon gelang Peya einer seiner größten Karriereerfolge. Im Mixed zog er mit Nicole Melichar ins Finale ein und sicherte sich nach einem Zweisatz-Erfolg über Jamie Murray und Wiktoryja Asaranka seinen ersten Grand-Slam-Titel. Aufgrund ihrer Saisonleistungen qualifizierten sich Peya und Mektić zum Jahresende für die ATP Finals, schieden dort aber in der Vorrunde aus.
Zu Beginn des Jahres 2019 musste sich Peya einer Ellbogen-Operation unterziehen und fiel daraufhin für unbestimmte Zeit aus. Das ATP-Turnier in Sydney war Peyas bislang letzte Turnierteilnahme.

## Privatleben
Peyas Vater ist Leiter der Sozialversicherungsanstalt der gewerblichen Wirtschaft, seine Mutter ist Hausfrau. Er hat einen Bruder. Peya ist verheiratet und hat zwei Söhne (geboren 2012 und 2015).

## Erfolge
| Legende (Anzahl der Siege)                           |
| Grand Slam (1)                                       |
| ATP World Tour Finals                                |
| ATP World Tour Masters 1000 (3)                      |
| ATP International Series Gold ATP World Tour 500 (6) |
| ATP International Series ATP World Tour 250 (8)      |
| ATP Challenger Tour (33)                             |

| Titel nach Belag |
| Hartplatz (9)    |
| Sand (6)         |
| Rasen (3)        |

### Einzel

#### Turniersiege
| Nr. | Datum            | Turnier      | Belag       | Finalgegner    | Ergebnis       |
| --- | ---------------- | ------------ | ----------- | -------------- | -------------- |
| 1.  | 12. August 2001  | Toljatti (1) | Hartplatz   | Karol Beck     | 6:2, 6:2       |
| 2.  | 21. Juli 2002    | Toljatti (2) | Hartplatz   | Dmitri Wlassow | 6:4, 6:4       |
| 3.  | 2. November 2003 | Aachen       | Teppich (i) | Jürgen Melzer  | 7:62, 6:1      |
| 4.  | 4. April 2004    | Busan        | Hartplatz   | Lu Yen-hsun    | 6:3, 5:7, 6:3  |
| 5.  | 23. Juli 2006    | Istanbul     | Hartplatz   | Roko Karanušić | 6:73, 6:0, 6:3 |

### Doppel

#### Turniersiege

##### ATP World Tour
| Nr. | Datum              | Turnier      | Belag         | Partner       | Finalgegner                         | Ergebnis            |
| --- | ------------------ | ------------ | ------------- | ------------- | ----------------------------------- | ------------------- |
| 1.  | 24. Juli 2011      | Hamburg      | Sand          | Oliver Marach | František Čermák Filip Polášek      | 6:4, 6:1            |
| 2.  | 14. Jänner 2012    | Auckland     | Hartplatz     | Oliver Marach | František Čermák Filip Polášek      | 6:3, 6:2            |
| 3.  | 30. September 2012 | Kuala Lumpur | Hartplatz (i) | Bruno Soares  | Colin Fleming Ross Hutchins         | 5:7, 7:5, [10:7]    |
| 4.  | 7. Oktober 2012    | Tokio        | Hartplatz     | Bruno Soares  | Leander Paes Radek Štěpánek         | 6:3, 7:65           |
| 5.  | 28. Oktober 2012   | Valencia (1) | Hartplatz (i) | Bruno Soares  | David Marrero Fernando Verdasco     | 6:3, 6:2            |
| 6.  | 17. Februar 2013   | São Paulo    | Sand (i)      | Bruno Soares  | František Čermák Michal Mertiňák    | 6:75, 6:2, [10:7]   |
| 7.  | 28. April 2013     | Barcelona    | Sand          | Bruno Soares  | Robert Lindstedt Daniel Nestor      | 5:7, 7:67, [10:4]   |
| 8.  | 21. Juni 2013      | Eastbourne   | Rasen         | Bruno Soares  | Colin Fleming Jonathan Marray       | 3:6, 6:3, [10:8]    |
| 9.  | 11. August 2013    | Montreal (1) | Hartplatz     | Bruno Soares  | Colin Fleming Andy Murray           | 6:4, 7:64           |
| 10. | 27. Oktober 2013   | Valencia (2) | Hartplatz (i) | Bruno Soares  | Bob Bryan Mike Bryan                | 7:63, 6:71, [13:11] |
| 11. | 15. Juni 2014      | Queen’s Club | Rasen         | Bruno Soares  | Jamie Murray John Peers             | 4:6, 7:64, [10:4]   |
| 12. | 10. August 2014    | Toronto (2)  | Hartplatz     | Bruno Soares  | Ivan Dodig Marcelo Melo             | 6:4, 6:3            |
| 13. | 4. Mai 2015        | München      | Sand          | Bruno Soares  | Alexander Zverev Mischa Zverev      | 4:6, 6:1, [10:5]    |
| 14. | 1. November 2015   | Basel        | Hartplatz (i) | Bruno Soares  | Jamie Murray John Peers             | 7:5, 7:5            |
| 15. | 1. Oktober 2017    | Shenzhen     | Hartplatz     | Rajeev Ram    | Nikola Mektić Nicholas Monroe       | 6:3, 6:2            |
| 16. | 15. April 2018     | Marrakesch   | Sand          | Nikola Mektić | Benoît Paire Édouard Roger-Vasselin | 7:5, 3:6, [10:7]    |
| 17. | 13. Mai 2018       | Madrid       | Sand          | Nikola Mektić | Bob Bryan Mike Bryan                | 5:3 aufgg.          |

##### ATP Challenger Tour
| Nr. | Datum             | Turnier           | Belag         | Partner            | Finalgegner                           | Ergebnis          |
| --- | ----------------- | ----------------- | ------------- | ------------------ | ------------------------------------- | ----------------- |
| 1.  | 8. August 1999    | Nettingsdorf      | Sand          | Georg Blumauer     | Marcelo Charpentier José Frontera     | 6:74, 6:3, 7:63   |
| 2.  | 3. März 2002      | Ho-Chi-Minh-Stadt | Hartplatz     | Amir Hadad         | Jaymon Crabb Peter Luczak             | 7:62, 7:5         |
| 3.  | 20. Juli 2003     | Toljatti (1)      | Hartplatz     | Jun Katō           | Rodolphe Cadart Benjamin Cassaigne    | 7:67, 6:4         |
| 4.  | 7. September 2003 | Brașov            | Sand          | Rogier Wassen      | Leonardo Azzaro Stefano Galvani       | 6:2, 6:4          |
| 5.  | 6. Dezember 2003  | Ischgl            | Teppich (i)   | Julian Knowle      | Gianluca Bazzica Massimo Dell’Acqua   | 6:2, 6:3          |
| 6.  | 14. August 2004   | Graz (1)          | Hartplatz     | Julian Knowle      | Emilio Benfele Álvarez Josh Goffi     | 6:4, 6:2          |
| 7.  | 8. Februar 2005   | Wolfsburg (1)     | Teppich (i)   | Philipp Petzschner | Aisam-ul-Haq Qureshi Lovro Zovko      | 6:2, 6:4          |
| 8.  | 9. April 2005     | Tallahassee       | Hartplatz     | Robert Lindstedt   | Goran Dragicevic Mirko Pehar          | 6:2, 7:5          |
| 9.  | 31. Juli 2005     | Valladolid        | Hartplatz     | Matwé Middelkoop   | Jasper Smit Stefan Wauters            | 7:67, 6:3         |
| 10. | 13. August 2005   | Graz (2)          | Hartplatz     | Julian Knowle      | Johan Landsberg Jean-Claude Scherrer  | 3:6, 6:1, 6:2     |
| 11. | 30. Oktober 2005  | Seoul (1)         | Hartplatz     | Björn Phau         | Rik De Voest Łukasz Kubot             | 0:6, 6:4, [10:7]  |
| 12. | 22. April 2006    | Cardiff           | Hartplatz (i) | Philipp Petzschner | Filip Prpic Björn Rehnquist           | 4:6, 6:3, [10:7]  |
| 13. | 30. Juli 2006     | Togliatti (2)     | Hartplatz     | Uros Vico          | Alexei Kedrjuk Orest Tereschtschuk    | 6:4, 6:4          |
| 14. | 5. November 2006  | Seoul (2)         | Hartplatz     | Björn Phau         | Florin Mergea Danai Udomchoke         | 6:4, 6:2          |
| 15. | 12. November 2006 | Chuncheon         | Hartplatz     | Björn Phau         | Sanchai Ratiwatana Sonchat Ratiwatana | 6:73, 6:3, [10:6] |
| 16. | 25. Februar 2007  | Besançon (1)      | Hartplatz (i) | Christopher Kas    | Grégory Carraz Gilles Müller          | 6:4, 6:4          |
| 17. | 4. März 2007      | Wolfsburg (2)     | Hartplatz (i) | Lars Uebel         | Joshua Goodall Jan Mertl              | 6:4, 6:4          |
| 18. | 4. November 2007  | Aachen            | Teppich (i)   | Philipp Petzschner | Dominik Meffert Mischa Zverev         | 6:3, 6:2          |
| 19. | 11. November 2007 | Eckental (1)      | Teppich (i)   | Philipp Petzschner | Philipp Marx Lars Uebel               | 6:3, 6:4          |
| 20. | 24. Februar 2008  | Besançon (2)      | Hartplatz (i) | Philipp Petzschner | Yves Allegro Horia Tecău              | 6:3, 6:1          |
| 21. | 8. Juni 2008      | Fürth             | Sand          | Philipp Marx       | Daniel Köllerer Frank Moser           | 6:3, 6:3          |
| 22. | 2. Mai 2009       | Teneriffa         | Hartplatz     | Philipp Petzschner | James Auckland Joshua Goodall         | 6:2, 3:6, [10:4]  |
| 23. | 8. November 2009  | Eckental (2)      | Teppich (i)   | Michael Kohlmann   | Philipp Marx Igor Zelenay             | 6:4, 7:64         |
| 24. | 16. Mai 2010      | Busan             | Hartplatz     | Rameez Junaid      | Pierre-Ludovic Duclos Yang Tsung-hua  | 6:4, 7:5          |
| 25. | 23. Mai 2010      | Cremona           | Hartplatz     | Martin Slanar      | Rik De Voest Izak van der Merwe       | 7:5, 7:5          |
| 26. | 21. November 2010 | Salzburg          | Hartplatz (i) | Martin Slanar      | Rameez Junaid Frank Moser             | 7:61, 6:3         |
| 27. | 17. April 2011    | Johannesburg      | Hartplatz     | Michael Kohlmann   | Andre Begemann Matthew Ebden          | 6:2, 6:2          |
| 28. | 18. März 2018     | Irving            | Hartplatz     | Philipp Petzschner | Radu Albot Matthew Ebden              | 6:2, 6:4          |

#### Finalteilnahmen
| Nr. | Datum              | Turnier          | Belag         | Partner            | Finalgegner                          | Ergebnis         |
| --- | ------------------ | ---------------- | ------------- | ------------------ | ------------------------------------ | ---------------- |
| 1.  | 27. Juli 2003      | Kitzbühel        | Sand          | Jürgen Melzer      | Martin Damm Cyril Suk                | 4:6, 4:6         |
| 2.  | 7. Mai 2006        | München (1)      | Sand          | Björn Phau         | Andrei Pavel Alexander Waske         | 4:6, 2:6         |
| 3.  | 12. Oktober 2008   | Wien             | Hartplatz (i) | Philipp Petzschner | Maks Mirny Andy Ram                  | 1:6, 5:7         |
| 4.  | 27. Februar 2011   | Delray Beach     | Hartplatz     | Christopher Kas    | Scott Lipsky Rajeev Ram              | 6:4, 4:6, [3:10] |
| 5.  | 1. Mai 2011        | Belgrad          | Sand          | Oliver Marach      | František Čermák Filip Polášek       | 5:7, 2:6         |
| 6.  | 31. Juli 2011      | Gstaad           | Sand          | Christopher Kas    | Filip Polášek František Čermák       | 3:6, 6:77        |
| 7.  | 28. August 2011    | Winston-Salem    | Hartplatz     | Christopher Kas    | Jonathan Erlich Andy Ram             | 6:72, 4:6        |
| 8.  | 15. Juli 2012      | Båstad           | Sand          | Bruno Soares       | Robert Lindstedt Horia Tecău         | 3:6, 6:75        |
| 9.  | 12. Mai 2013       | Madrid           | Sand          | Bruno Soares       | Bob Bryan Mike Bryan                 | 2:6, 3:6         |
| 10. | 16. Juni 2013      | Queen’s Club     | Rasen         | Bruno Soares       | Bob Bryan Mike Bryan                 | 6:4, 5:7, [3:10] |
| 11. | 21. Juli 2013      | Hamburg (1)      | Sand          | Bruno Soares       | Mariusz Fyrstenberg Marcin Matkowski | 6:3, 1:6, [8:10] |
| 12. | 8. September 2013  | US Open          | Hartplatz     | Bruno Soares       | Leander Paes Radek Štěpánek          | 1:6, 3:6         |
| 13. | 3. November 2013   | Paris            | Hartplatz (i) | Bruno Soares       | Bob Bryan Mike Bryan                 | 3:6, 3:6         |
| 14. | 3. Jänner 2014     | Doha (1)         | Hartplatz     | Bruno Soares       | Tomáš Berdych Jan Hájek              | 2:6, 4:6         |
| 15. | 11. Jänner 2014    | Auckland         | Hartplatz     | Bruno Soares       | Julian Knowle Marcelo Melo           | 6:4, 3:6, [5:10] |
| 16. | 16. März 2014      | Indian Wells     | Hartplatz     | Bruno Soares       | Bob Bryan Mike Bryan                 | 4:6, 3:6         |
| 17. | 20. Juni 2014      | Eastbourne       | Rasen         | Bruno Soares       | Treat Huey Dominic Inglot            | 5:7, 7:5, [8:10] |
| 18. | 20. Juli 2014      | Hamburg (2)      | Sand          | Bruno Soares       | Florin Mergea Marin Draganja         | 4:6, 5:7         |
| 19. | 14. Juni 2015      | Stuttgart        | Rasen         | Bruno Soares       | Rohan Bopanna Florin Mergea          | 7:5, 2:6, [7:10] |
| 20. | 27. September 2015 | St. Petersburg   | Hartplatz (i) | Julian Knowle      | Treat Huey Henri Kontinen            | 5:7, 3:6         |
| 21. | 8. Jänner 2016     | Doha (2)         | Hartplatz     | Philipp Petzschner | Feliciano López Marc López           | 4:6, 3:6         |
| 22. | 14. Februar 2016   | Rotterdam        | Hartplatz (i) | Philipp Petzschner | Nicolas Mahut Vasek Pospisil         | 6:72, 4:6        |
| 23. | 27. Februar 2016   | Acapulco         | Hartplatz     | Philipp Petzschner | Treat Huey Maks Mirny                | 6:75, 3:6        |
| 24. | 19. Juni 2016      | Halle            | Rasen         | Łukasz Kubot       | Raven Klaasen Rajeev Ram             | 6:75, 2:6        |
| 25. | 24. Juli 2016      | Washington, D.C. | Hartplatz     | Łukasz Kubot       | Daniel Nestor Édouard Roger-Vasselin | 6:73, 6:74       |
| 26. | 30. April 2017     | Barcelona        | Sand          | Philipp Petzschner | Florin Mergea Aisam-ul-Haq Qureshi   | 4:6, 3:6         |
| 27. | 11. Februar 2018   | Sofia            | Hartplatz (i) | Nikola Mektić      | Robin Haase Matwé Middelkoop         | 7:5, 4:6, [4:10] |
| 28. | 25. Februar 2018   | Rio de Janeiro   | Sand          | Nikola Mektić      | David Marrero Fernando Verdasco      | 7:5, 5:7, [8:10] |
| 29. | 6. Mai 2018        | München (2)      | Sand          | Nikola Mektić      | Ivan Dodig Rajeev Ram                | 3:6, 5:7         |

### Mixed
| Nr. | Datum         | Turnier   | Belag | Partnerin       | Finalgegner                     | Ergebnis  |
| --- | ------------- | --------- | ----- | --------------- | ------------------------------- | --------- |
| 1.  | 15. Juli 2018 | Wimbledon | Rasen | Nicole Melichar | Jamie Murray Wiktoryja Asaranka | 7:61, 6:3 |